# 第33軍 (德國國防軍)
第33軍（德語：XXXIII. Armeekorps）是二戰期間德國陸軍的一個軍。它在1939年10月波兰战役后在下西利西亞的奧佩倫建成。它最初部署在下萊茵河的第6軍團之下，但在1940年3月，它被轉移到上萊茵地区，隸屬於第7軍團的C集團軍。在法國戰役即將結束時，第33軍與第213、239、554和556步兵師一起前進並佔領了米盧斯。法國停戰後，暫時駐紮在第戎地區。
1940年8月，第33軍移駐挪威中部，改隸挪威軍團直到戰爭結束。